# Silent Hill (videojuego)
Silent Hill (サイレソトヒル Sairento Hiru?) es un videojuego de terror y supervivencia desarrollado por Team Silent y publicado por Konami, un grupo de Konami Computer Entertainment Tokyo. Fue lanzado para PlayStation en Norteamérica en enero de 1999, y en Japón y Europa más tarde ese mismo año. Silent Hill emplea una cámara en tercera persona y entornos tridimensionales en tiempo real; los desarrolladores usaron niebla y oscuridad para disfrazar las limitaciones del hardware. Asimismo, la obra presenta como protagonista a un personaje sin cualidades o destreza física destacables, en contraste con títulos anteriores del género.
El juego sigue a Harry Mason mientras busca a su hija adoptiva desaparecida en la ciudad estadounidense ficticia homónima de Silent Hill. Al encontrarse con una secta que realiza un rito para revivir a una deidad que venera, descubre su verdadero origen. Hay cinco finales posibles, según las acciones del jugador, incluyendo un final de broma.
Silent Hill recibió críticas positivas tras su lanzamiento y fue un éxito comercial. Muchos lo consideran uno de los mejores videojuegos de la historia, además de un título clave en el género del survival horror, que se aleja de los elementos de terror de serie B para acercarse a un estilo de terror más psicológico, con énfasis en la atmósfera. Se han publicado varias adaptaciones de Silent Hill, incluyendo una novela visual de 2001, la película Silent Hill de 2006 y una reimaginación del juego de 2009 titulada Silent Hill: Shattered Memories. A este juego le siguieron Silent Hill 2 en 2001 y una secuela directa, Silent Hill 3, en 2003. Se anunció el desarrollo de una nueva versión a cargo de Bloober Team en junio de 2025.

## Sistema de juego
El objetivo del jugador es guiar al personaje Harry Mason a través del pueblo de Silent Hill mientras busca a su hija perdida, Cheryl. Las mecánicas de juego consisten en combatir monstruos, explorar la ciudad en busca de objetos interesantes y resolver acertijos. Por su parte, la cámara de juego se muestra en una perspectiva en tercera persona, si bien en ciertas áreas ésta cambia a ángulos predeterminados; esto genera un contraste respecto a otros títulos de survival horror, que utilizan dichos ángulos a lo largo de todo el juego. Además, debido a que Silent Hill no posee ningún tipo de head-up display, el jugador debe revisar el menú para determinar el nivel de salud de Harry. No obstante, si se usa un mando Dualshock, el jugador puede sentir una vibración en forma de ritmo cardíaco, indicando que la salud del personaje está baja.
Varias criaturas hostiles vagan por las calles y edificios del pueblo, a las que Harry puede combatir tanto con armas cuerpo a cuerpo como de fuego. Mas siendo un hombre ordinario con poca experiencia en emplear armas, Harry no puede tolerar muchos golpes de enemigos y vale decir que exhalará fuertemente tras correr grandes distancias. En efecto, la falta de experiencia en combate del personaje da cuenta de su puntería, que resulta inestable en ocasiones. Por otra parte, el jugador encuentra una radio al inicio del juego, la cual alerta a Harry sobre la presencia de criaturas cercanas mediante emisión de estática.
Atravesar Silent Hill requiere encontrar llaves y resolver acertijos para progresar. Para explorar cualquier zona, el jugador puede conseguir mapas de cada área, los que son similares en estilo a los mapas turísticos. Los susodichos se pueden leer si hay luz suficiente, y Harry escribirá y marcará en ellos lugares de interés para el jugador. Sin embargo, la visibilidad es habitualmente baja debido a la niebla y oscuridad que cunden al pueblo. Por ello, el jugador debe encontrar una linterna de bolsillo al inicio del juego, si bien la luz que esta emite solo deja ver una corta distancia.

## Argumento
Harry Mason, un escritor de 32 años, es convencido por su hija Cheryl de pasar unas vacaciones en Silent Hill; mientras conduce a las afueras del pueblo, Harry desvía su coche para evitar golpear a una niña que se aparece de la nada en la carretera. Como resultado, estrella su vehículo y pierde el conocimiento. Tras esto, despierta en el pueblo y conoce a Cybil Bennett, una oficial de policía que trabaja en una ciudad cercana, además de darse cuenta de que su hija Cheryl ha desaparecido. La ciudad de Silent Hill está desierta y cubierta de niebla, con nieve cayendo fuera de temporada y monstruos hostiles vagando por las calles.
Harry conoce a algunas personas durante su aventura, entre ellas: Dahlia Gillespie, quien lo guía por el pueblo y le entrega el Flauros, un artefacto encantado; el doctor Michael Kaufmann, director del Hospital Alchemilla de Silent Hill; y la enfermera Lisa Garland, que trabaja en Alchemilla. Harry también se encuentra con un símbolo esparcido por toda la ciudad. Dahlia afirma que el pueblo acabará sumido en la oscuridad si el símbolo continúa extendiéndose. Finalmente, esta oscuridad empieza a apoderarse de Silent Hill, y de acuerdo con Gillespie, la responsable del símbolo y de su multiplicación es la chica que Harry vio en la carretera. Así, Dahlia lo insta a detenerla, pues si no lo hace, Cheryl morirá. Más tarde, Harry es atacado por Cybil, quien está infectada por un parásito; el jugador debe elegir si salvarla o no.
Finalmente, la chica es alcanzada por Harry y atrapada por el Flauros. Dahlia entonces aparece, revelando que ha manipulado a Harry para que atrape a la niña ya que él es el único que podía acercarse a ella sin que representara una amenaza; además, revela que la niña atrapada es su propia hija, Alessa. Tras lo sucedido, Harry despierta en un lugar sin lógica aparente conocido como Nowhere (en inglés: Nowhere, lit. 'En ningún lugar') donde vuelve a encontrarse con Lisa, la cual se ha dado cuenta de que es "igual que ellos" y empieza a transformarse frente a Harry, quien huye horrorizado. Posteriormente, Harry vuelve a encontrarse con Dahlia, Cheryl y Alessa; la verdad es entonces revelada.
El pueblo de Silent Hill alberga un culto dedicado al dios-demonio Samael. El culto igualmente, fabrica y distribuye una droga alucinógena llamada PTV para obtener ingresos. Algunos miembros, sin embargo, tenían otra meta: dar a luz al dios y traer consigo un paraíso eterno. Hace siete años, Dahlia Gillespie, una de los miembros más influyentes del culto, pretendió impregnar a su hija Alessa, quien tiene poderes psíquicos, con la semilla del dios. El proceso del ritual de impregnación, llevado a cabo en casa de los Gillespie, involucró una gran cantidad de fuego, que consecuentemente incrementó por el estrés de Alessa que aumentó sus poderes psíquicos a tal punto que acabó por incendiar la casa. Alessa terminó severamente quemada, por lo que fue hospitalizada en secreto en el sótano del Hospital Alchemilla y el doctor Kaufmann asignó a Lisa a cuidar de la niña. Alessa además, en oposición al objetivo del culto, dividió su alma en dos durante el incendio, haciendo que el plan no pudiese tener éxito con solo media alma. La otra mitad de esta apareció en forma de bebé, quien fue encontrada y adoptada por Harry Mason, a la que llamó Cheryl.
En el presente, Cheryl es atraída a Silent Hill por medio de un hechizo usado por el culto, quienes buscan reunir las almas. Alessa, sintiendo el regreso de Cheryl, comienza a usarla para cubrir al pueblo en los símbolos que Harry ha visto, llamado «sello de Metatrón», los cuales tenían como propósito contrarrestar las fuerzas del dios y así evitar el nacimiento. Al extender el sello, Alessa involuntariamente proyecta el mundo de pesadilla en que vivió durante los 7 años que estuvo hospitalizada. Dahlia revela que también le mintió a Harry acerca del símbolo, pues ella sabía que éste era aparentemente repelente. Así, con el plan de Alessa frustrado y su alma reunificada, la deidad dentro de su cuerpo es revivida.
Se pueden obtener 4 finales diferentes, dependiendo de si Harry salva a Cybil o si descubre un vial de aglaophotis en el apartamento de Kaufmann, o ambos. Aglaophotis es un líquido rojo que se obtiene de la refinación de la planta homónima; puede disipar las fuerzas demoníacas y otorgar protección contra tales fuerzas para aquellos que utilizan dicha substancia. En efecto, en el final Bad (en inglés, Bad, lit. 'Malo'), donde ninguna de las dos acciones son hechas, Alessa electrocuta a Dahlia y luego ataca a Harry, quien finalmente la derrota. La voz de Cheryl agradece a Harry por liberarla y le dice adiós, antes de caer de rodillas destrozado. El juego corta con una escena del cadáver de Harry, quien yace muerto en el coche accidentado. En el final Bad+ (en inglés, Bad+, lit. 'Muy Malo'), da con una Cybil salvada y con Kaufmann desaparecido; después de la derrota de Alessa y las palabras de Cheryl, Cybil camina hacia Harry y le convence para huir. El final Good (en inglés, Good, lit. 'Bueno') da con una Cybil muerta y Kaufmann aparece con la botella de Aglaophotis; es en este punto donde se revela que Kaufmann es aliado de Dahlia y que él permitió la hospitalización de Alessa. Kaufmann, sin embargo, y sintiéndose traicionado, utiliza el vial sobre Alessa, haciendo que la deidad sea expulsada de su cuerpo. Después de que Harry derrota al dios, Alessa reaparece y le da a éste un bebé, además de permitirles escapar del Nowhere, y luego muere. Este final de acuerdo con Team Silent es el final canónico del juego ya que la tercera entrega de Silent Hill usa este final como eje conductor de la historia. En el final Good+ (en inglés, Good, lit. 'Muy Bueno'), Harry escapa con Cybil y el bebé. En ambos finales Good, una transformada Lisa impide a Kaufmann escapar, llevándoselo consigo. Un final de broma estilo huevo de Pascua, conocido como OVNI, muestra a Harry siendo secuestrado por una flota extraterrestre. Este final solo puede ser obtenido tras haber terminado el juego al menos una vez.

## Personajes
A continuación se describirán brevemente a los personajes:
- Harry Mason: Es un escritor de 32 años de edad y padre adoptivo de Cheryl; él y su esposa la adoptaron tras haberla encontrado a un lado de la autopista. Su esposa murió tres años después de haber encontrado a la niña. Harry es traído a Silent Hill tras los deseos de su hija. Tras un accidente automovilístico, él se da cuenta de que Cheryl ha desaparecido y sale en su búsqueda. El personaje tiene una pequeña aparición en la secuela directa del juego, Silent Hill 3. Su actor de doblaje es Michael G.

- Cybil Bennett: Es una oficial de policía del pueblo de cercano Brahms. Ella llega a Silent Hill para investigar la pérdida de comunicación con el pueblo. Cybil es la aliada de Harry en el juego, dándole una pistola para defenderse y encontrándose con el periódicamente a través del juego. Su destino depende de las acciones del jugador en una parte clave de la historia, y esto alterará el final obtenido. Una versión diferente de Cybil aparece en la adaptación al cine Silent Hill. Su actriz de doblaje es Susan Papa.[22]

- Cheryl Mason: Es la hija adoptiva de siete años de Harry. Por los deseos de Cheryl, Harry la lleva a Silent Hill de paseo. Al inicio del juego desaparece después del choque de su padre. Cheryl resulta ser la otra mitad del alma de Alessa Gillespie y es usada para dar a luz al Incubus, el jefe final del juego.

- Lisa Garland: Es una enfermera del Hospital Alchemilla. Lisa fue quien cuidó de Alessa cuando estaba hospitalizada por graves quemaduras. Harry encuentra a Lisa en varias ocasiones en el hospital del Otro Mundo, donde ella no parece poder recordar qué le ha sucedido al pueblo. Al final del juego Lisa llega a la conclusión de que en realidad ella está muerta, y es tan solo una criatura manifestada por el pueblo. Lisa aparece por última vez en los finales Good, siguiendo las órdenes de Alexia terminó atacando a Kauffman e impidiéndole que escape del Otro Mundo mientras este se destruye. Este personaje aparece brevemente en Silent Hill 3 y extensamente en Silent Hill Origins al igual que en Silent Hill Shattered Memories. Su actriz de doblaje es Thessaly Lerner.

- Michael Kaufmann: Director del Hospital Alchemilla. Como Harry, Kaufmann lucha por escapar del pueblo, pero en realidad tiene conexiones con lo que sucede allí. Kaufmann servía al culto del pueblo como un traficante de drogas, aunque durante el juego se muestra en contra de ellos e intenta evitar que los planes de Dahlia Gillespie se lleven a cabo. Kaufmann también aparece en el juego Silent Hill Origins. Su actor de doblaje es  Jarion Monroe

- Dahlia Gillespie: Una mujer misteriosa dedicada al ocultismo, y un miembro extremista de la Orden, el culto de Silent Hill. Ella fue quien ejecutó el ritual para dar nacimiento al dios del culto usando a Alessa, su propia hija, provocándole severas quemaduras. Dahlia es la responsable de dar inicio a los eventos del juego. Durante la historia Harry se encuentra con Dahlia y ella miente para convencerlo de destruir los Talismanes de Metatrón y atrapar a Alessa, con el fin de lograr que el dios no sea destruido y pueda ser dado a luz. Al comienzo Dahlia siempre habla de forma críptica y parece ser una aliada, pero al final resulta ser la antagonista principal del juego. Cuando el dios nace, Dahlia es asesinada por este sin importar la forma que la criatura tome. Dahlia es además un personaje en Silent Hill Origins, y una versión diferente de ella también aparece en la película Silent Hill. Su actriz de doblaje es Liz Mamorsky en la versión española.

## Desarrollo

### Diseño
El desarrollo de Silent Hill comenzó en septiembre de 1996. El juego fue creado por Team Silent, un grupo interno perteneciente al estudio Konami Computer Entertainment Tokyo. Según la revista sueca Level, los nuevos propietarios de la empresa matriz Konami buscaban un juego que tuviese éxito en Estados Unidos. Los miembros asignados al desarrollo de la obra habían fracasado en sus proyectos anteriores. Tenían la intención de salir de Konami, pues no se les permitió llevar a cabo sus propias ideas y éstas no eran compatibles con las de los otros equipos de la empresa. Según el compositor Akira Yamaoka, los desarrolladores no sabían como proceder con el proyecto Silent Hill. A medida que pasaba el tiempo, tanto el personal como la gerencia de Konami perdieron fe en el juego y los miembros de Team Silent se sentían cada vez más como «forasteros». A pesar de que la empresa matriz tenía un enfoque orientado a las ganancias, el equipo de desarrollo decidió hacer caso omiso a los límites impuestos por Konami, para hacer de Silent Hill un juego que apelara a las emociones de los jugadores.
Para ello, el equipo introdujo el concepto de «miedo a lo desconocido» como un tipo de terror psicológico. Además, la trama se hizo deliberadamente críptica en pos a dejar su verdadero significado en secreto, haciendo que el jugador reflexionase acerca de las partes inexplicables. La dirección de Silent Hill quedó a cargo de Keiichiro Toyama, quien además creó el escenario de juego. El programador Hiroyuki Owaku escribió el texto de los acertijos. Toyama no tenía mucha experiencia en filmes de terror; estaba más interesado en ovnis, ocultismo y en las películas de David Lynch. Todas estas cosas influyeron en el desarrollo de la obra.
La empresa de localización Latina International, que había trabajado anteriormente en Final Fantasy VII, tradujo el guion a inglés. El concepto detrás del pueblo es el de una pequeña comunidad estadounidense desde el punto de vista del equipo japonés. Su inspiración emana de la literatura y el cine occidental, así como de las culturas europea, rusa y la representación de éstas sobre los poblados de Estados Unidos. El artista Takayoshi Sato declaró que la idea de un final OVNI salió de un buzón de sugerencias creado para encontrar razones alternativas a las ocurrencias de Silent Hill.
Sato, además, corrigió inconsistencias en la trama y diseñó a los personajes. Como empleado joven, Sato se limitaba inicialmente a tareas básicas como diseño de tipo de letra y clasificación de archivos. También creó demos y presentaciones 3D, y enseñó los fundamentos del modelado 3D a los miembros del personal de mayor edad. Sin embargo, no estaba acreditado para este trabajo, pues no tenía tanto respeto dentro de Konami como los miembros más viejos. Finalmente, Sato se acercó a los gerentes de la compañía con una película de demostración corta que él mismo había renderizado

### Banda sonora
La música y los efectos de sonido fueron compuestos por Akira Yamaoka. La banda sonora consta de 42 piezas de corta duración con un género variado, una fusión de trip hop, rock alternativo, y dark ambient. El tema principal del juego, titulado «Silent Hill», es una pieza de trip hop tocada en mandolina y sería la base para varios temas de otros títulos de la serie, como «Theme of Laura» de Silent Hill 2 y «You're Not Here» de Silent Hill 3. Igualmente, la última canción de la banda sonora Silent Hill 4: The Room termina con los primeros acordes de este tema, mientras que el tema de cierre de Silent Hill 3 «Hometown» y la película Silent Hill empiezan con estas notas.

### Influencias
Silent Hill da referencia a muchos elementos del mundo real. Los miembros del equipo de desarrolladores Team Silent son fanáticos de películas, literatura, música y arte. Así como hacían referencia a sus favoritos, también los usaron para crear la historia y atmósfera del juego, la cual querían que fuera de estilo occidental.
Por ejemplo, el apellido del personaje Lisa Garland es el mismo que el de la actriz Judy Garland; el nombre de Cheryl Mason está basado en la actriz Sheryl Lee, de Twin Peaks; Michael Kaufmann es una combinación de los productores de Troma Studios Lloyd Kaufmann y Michael Herz; y tanto Alessa (originalmente llamada Asia) y Dahlia (originalmente llamada Daria) son nombres derivados de la hija y exesposa del director italiano Dario Argento. Asimismo, los nombres originales de Harry y Cheryl, Humbert y Dolores, eran los nombres de los personajes principales de la novela Lolita. También se hacen referencias a películas como El resplandor y Psicosis.
Se cree que el concepto global original, así como gran parte del estilo artístico del juego, fue tomado de la película La escalera de Jacob (Jacob's Ladder) por sus semejanzas con ciertos aspectos del argumento (las constantes alucinaciones del protagonista podría ser el «otro mundo») y, sobre todo, de la atmósfera psicológica y extraña, además de las escenas en el hospital y los «demonios» que aparecen varias veces. También se dice que tiene ciertas influencias de las obras del escritor estadounidense Howard Phillips Lovecraft.
Además, la mayoría de criaturas y acertijos del juego fueron diseñados a partir de los libros que el personaje Alessa disfrutaba, como El mundo perdido de Arthur Conan Doyle y Alicia en el país de las maravillas de Lewis Carroll.

## Lanzamiento
Silent Hill fue revelado por primera vez en el E3 del año 1998 en la ciudad de Atlanta. Más tarde ese año, apareció como demostración en el European Computer Trade Show en Londres, donde estaba completo aproximadamente a un 40%. Para promover el juego, una demo fue incluida junto a Metal Gear Solid en Europa.
Silent Hill fue lanzado para PlayStation en Norteamérica el 31 de enero del año 1999, en Japón el 4 de marzo de 1999 y en Europa el 1 de agosto del mismo año. El 19 de marzo de 2009, el videojuego fue puesto a la venta en la tienda europea de PlayStation Network (PSN) para las plataformas PlayStation 3 y PlayStation Portable. Sin embargo, el título fue removido debido a «circunstancias imprevistas» dos días después de su publicación. Posteriormente, el 10 de septiembre de 2009, Silent Hill fue lanzado en la tienda PSN norteamericana. Asimismo, el juego fue relanzado para la tienda europea el 26 de octubre de 2011.

## Recepción y crítica
Silent Hill recibió una gran recepción de los críticos, obteniendo un 86/100 y 84% en los sitios de ranking Metacritic y Game Rankings respectivamente.
Las comparaciones entre Silent Hill y Resident Evil eran inevitables dada la popularidad de Resident Evil en 1999. Una reseña etiquetó a Silent Hill como un «desvergonzado pero excelente clon de Resident Evil». Otros sintieron que Silent Hill era la respuesta de Konami a la serie de Resident Evil, pues aun cuando eran similares usaban formas de terror muy diferentes, con Silent Hill intentando formar una atmósfera perturbadora para el jugador en contraste con los sustos viscerales y enfoque a la acción de Resident Evil. Ayudando a esa atmósfera de terror está la música, apartado que fue bien recibido; en efecto, la música de fondo fue descrita como «absorbente» y funcional al dar tensión al jugador. Al contrario, la actuación de doblaje no fue bien recibida; algunos críticos señalaban que aunque era mejor que la de Resident Evil, era pobre y acompañada por pausas entre líneas que dañan la atmósfera.
Los críticos notaron que Silent Hill usaba ambientes tridimensionales en tiempo real, a diferencia de los ambientes pre-renderizados de Resident Evil y que por esta razón se usaba la niebla y la oscuridad para disfrazar las limitaciones del hardware. Además de mostrar texturas de baja resolución que también eran resultado de las limitaciones del hardware, la mayoría de los críticos sintieron que estos factores de hecho contribuían al juego. El sitio web IGN lo describió como elementos que «añaden a la atmósfera de dilapidación y declive». Sin embargo, al usar ambientes en 3D los controles se volvían problemáticos, y en áreas estrechas el movimiento se convertía en «un ejercicio de frustración».
Las ventas del juego fueron suficientemente fuertes como para darle a Silent Hill un lugar en los lanzamientos de PlayStation Greatest Hits. La popularidad del título es reconocida aún años después de su publicación; una lista de los mejores juegos de PlayStation listó a Silent Hill como el 15° mejor juego producido para la consola. Un vídeo del sitio Gametrailers.com en 2006 listó a Silent Hill como el juego de terror número uno de todos los tiempos.

## Adaptaciones
Una versión alterada de Silent Hill fue lanzada para Game Boy Advance, llamada Silent Hill: Play Novel, una novela visual publicada solamente para Japón en el año 2001. Contiene la historia de todo el primer videojuego Silent Hill contada a través de numerosos textos; el jugador ocasionalmente enfrenta preguntas referentes a qué dirección tomar, así como acerca de los rompecabezas.
En junio de 2025, Konami anunció que una nueva versión está en desarrollo por Bloober Team.